# 歌 (橋幸夫の曲)
「歌」（うた）は、1999年4月21日にビクターより発売された橋幸夫のシングルである。CD（VIDL-30416）とカセットテープ（VISL-30416）の2形式で発売された。

## 概要
- 橋は作曲家遠藤実の初期の弟子である。遠藤が所属するコロンビアが少年歌手を受入れなかった（当時は村田英雄など大御所歌手が全盛）ため、憤慨した遠藤が、橋をライバルのビクターのオーディションに連れて行き、合格にこぎ着けた。合格後、橋を連れてビクター専属作曲家の吉田正宅を訪問し、あいさつを交わしたが、これが後に国民栄誉賞を受賞する昭和を代表する二人の作曲家の初顔合わせであった[1][2]。これにより橋は吉田門下生となり、「潮来笠」で華々しいデビューを飾った。
- 遠藤と橋との交流はその後も続いており、シングルやアルバムで共演している。橋のデビュー30周年では、吉田、遠藤、橋の3人で記念アルバムを制作、シングルの記念盤も出している[3]。
- 1998年吉田が死没後、遠藤から「吉田先生が夢枕にたたれて『橋君をよろしく頼む』」と託されたとの電話があり[4]、それから暫く後、本曲ができあがった。このような経過もあり、作詞、作曲とも遠藤が行っている。
- 遠藤からは「橋君の人生には歌しかないだろう」と言われた[4]とされ、遠藤による橋への遺作となった。
- c/wの「孤愁人・良寛」（こしゅうびと・りょうかん）は鈴木紀代の作品で、鈴木は次作となる「男ざかり（c/w 愛ことば）」の詞を制作している。2016年には180枚目のシングルとなる「ちゃっきり茶太郎」も作詞している。

## 収録曲
1. 歌
作詞、作曲：遠藤実、編曲：馬飼野俊一
2. 孤愁人・良寛　（コーラス：荒川少年少女合唱団）
作詞：鈴木紀代、作曲：遠藤実、編曲：馬飼野俊一

## 収録アルバム
- 『橋幸夫が選んだ橋幸夫ベスト40曲』（2000.10.04）
- 『橋幸夫全曲集』（1999.10.21）